# Safari rallye 1986

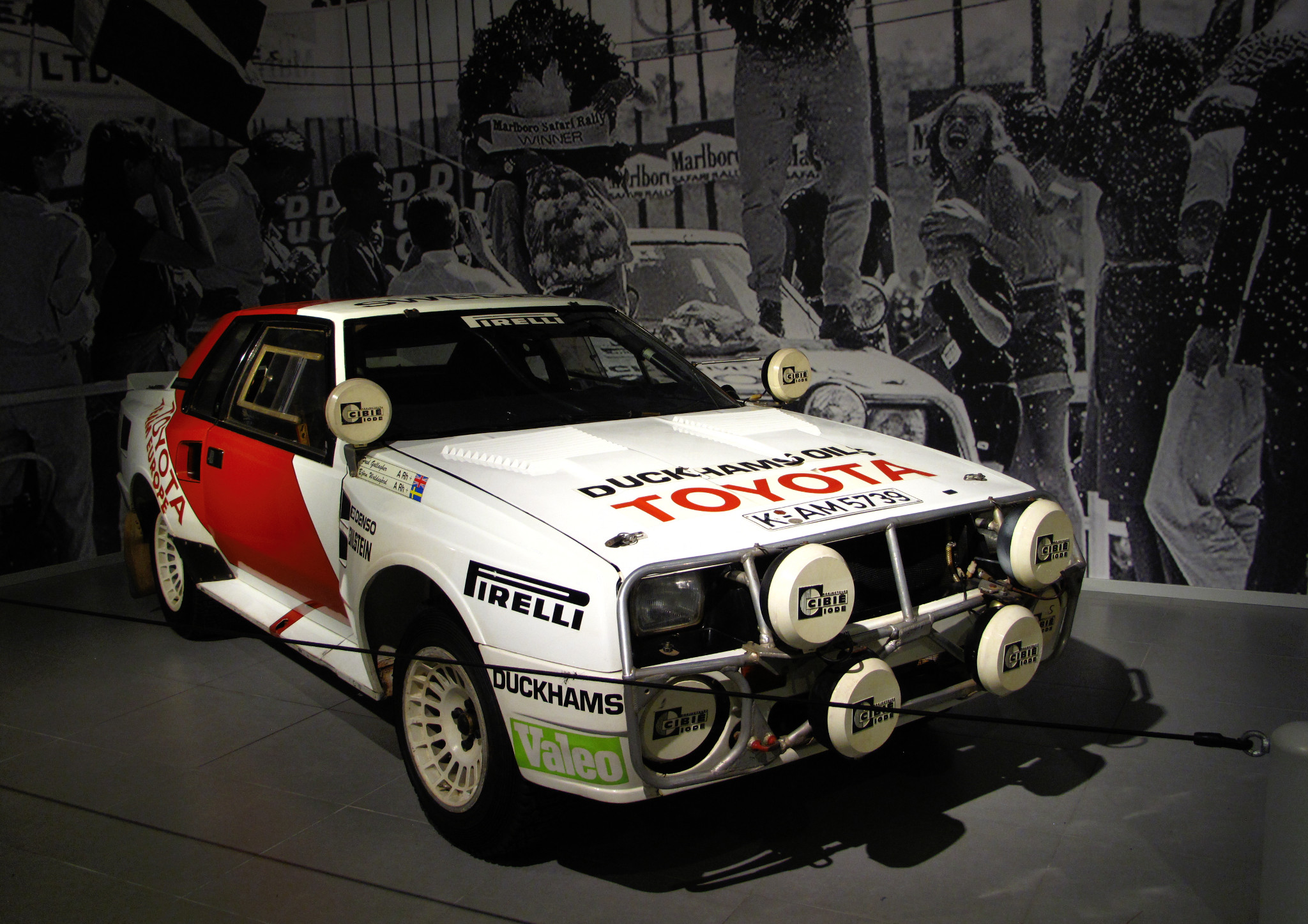
Toyota Celica Coupe GT-TS TwinCam Turbo Group B Rally Car

Safari rallye 1986 byla čtvrtou soutěží mistrovství světa v rallye 1986. Soutěž vynechaly týmy Audi Sport, Rover a Ford M-Sport. Vítězem se stal Björn Waldegaard na voze Toyota Celica TCT.

## Průběh soutěže
Zpočátku vedl Björn Waldegaard s vozem Toyota Celica TCT. Jezdci týmu Peugeot Sport Juha Kankkunen a Shekhar Mehta jeli velmi opatrně, aby nepoškodily své vozy. Na čtvrté pozici jela další Toyota Larse Erica Torpha a hned za ní Erwin Weber s další Toyotou. Lancia nasadila starší vozy Lancia 037 Rally, které řídili Vic Preston, Miki Biasion a Markku Alen. Alen byl až na deváté pozici, protože havaroval a měl defekt. Stejný problém zbrzdil i Erikssona s vozem Volkswagen Golf II GTI 16V. V čele skupiny A tak byl Mike Kirkland s vozem Subaru RX Turbo. První se držel Waldegaard před Kankkunenem. Za nimi jeli Mehta, Torph, Biasion a Preston. Waldegaard měl potíže když se střetl se zvířetem a tak musel s Kankkunenem bojovat o vedení. Biasion se propracoval až na třetí pozici před Mehtu.
Waldegaar ale vedení udržel a navíc Kankkunena zbrzdily technické problémy. Díky nim se Toyoty dostaly na první tři místa v soutěži, když za Waldegaardem jeli Torph a Weber. Čtvrtou pozici držel Alen s Lancií. Weber se dostal na třetí pozici před Torpa, ale vzápětí ho zbrzdily problémy se zadní nápravou. Stejný problém potkal třetí den i Waldegaarda a ten tak ztratil skoro celý náskok před Torphem a Weberem. Za nimi byl Alen a Kankkunen. Ve skupině A stále vedl Kirkland a jeho soupeř Eriksson navíc musel odstoupit. Mehta se po problémech s turbem propadl na osmou pozici.

## Výsledky
1. Björn Waldegaard, Gallagher – Toyota Celica TCT
2. Lars-Eric Torph, Thorszelius – Toyota Celica TCT
3. Markku Alen, Kivimaki – Lancia 037 Rally
4. Erwin Weber, Wanger – Toyota Celica TCT
5. Juha Kankkunen, Gallagher – Peugeot 205 T16 E2
6. Mike Kirkland, Nixon – Subaru RX Turbo
7. Tundo, Thomson – Subaru RX Turbo
8. Shekhar Mehta, Combes – Peugeot 205 T16 E2
9. Criticos, Cravos – Lancia 037 Rally
10. Hellier, Williamson – Lancia 037 Rally